# 水之城
《水之城》是2023年城市建造游戏，由Digital Reef Games开发、Overseer Games发行，对应Windows平台。
「PC Gamer」为游戏打出68/100，称「资源管理很有深度，但城市自身全无城市的样子」。